# Chontal de Tabasco
|  | No s'ha de confondre amb chontal d'Oaxaca. |

El chontal de Tabasco és una llengua maia parlada en l'estat de Tabasco, al sud-est de Mèxic, pels chontals de Tabasco. L'any 2010 posseïa un total de 36.810 parlants, segons dades de l'INALI, concentrats principalment en els municipis de Centla, Centro, Jalpa, Macuspana i Nacajuca. El nom "chontal" és d'origen nàhuatl, i significa estranger; els chontals prefereixen anomenar-la yokot t'an que pot traduir-se com "la llengua veritable".

## Classificació
Pertany a la família de llengües maies, específicament, a la subgrup cholan o chontalan, al com també pertanyen el ch'ol, i el ch'ortí parlat a Guatemala. Alguns investigadors sostenen que el chontal se subdivideix en dos dialectes que són els de Nacajuca i Macuspana.

## Característiques
El chontal presenta la seqüència sintàctica de Subjecte Verb Objecte; encara que també és freqüent l'ordre Verb Objecte Subjecte. Les inscripcions dels antics maies que han arribat a les nostres mans semblen estar inscrites en llengües del subgrup cholan al qual pertany el chontal. Aquesta llengua compta amb 29 fonemes.

## Vocabulari

### Pobles Chontals
| Castellà       | Chontal de Tabasco |
| -------------- | ------------------ |
| Tamulte        | Mujte'             |
| Ocuiltzapotlan | Si'kaj             |
| Tucta          | Tsäkts'it          |
| Mazateupa      | Chäkpach           |
| Tapotsingo     | Taputsin           |
| San Isidro     | Aj Chilu           |
| Guaytalpa      | Bolomits           |
| Oxiacaque      | Ax                 |
| Guatacalca     | Te'lä              |
| Tecolutilla    | Bikit Yäxu'        |
| Tecoluta       | Yäxu'              |
| Montegrande    | Nojte'             |
| Nacajuca       | Yäxtub             |

### Noms d'animals
| Català         | Chontal de Tabasco |
| -------------- | ------------------ |
| Cavall         | Tsimim             |
| Gos            | Yichu              |
| Gat            | Ajmis              |
| Tepescuintle   | Jälän              |
| Cérvol         | Chimay             |
| Ramat          | Bek'et             |
| Porc           | Chitam             |
| Jabali         | Te'el chitam       |
| Gall           | Ajtse              |
| Gallina        | Na'pio             |
| Pollastre      | Piyo o Pio         |
| Gall dindi     | Ajtsok             |
| Polla d'índies | Na'k'ach           |
| Pavito         | Mulu               |
| Esparver       | A'i'               |
| Cangrejo       | Ajyux              |
| Periquito      | P'iri              |
| Cotorra, Lloro | Chäch              |
| Quetzal        | Ajk'etsal          |
| Pulga          | Ch'äk              |
| Poll           | Ach                |
| Guao           | Ajwawu             |
| Cabra          | Ajchibu            |
| Lleó           | Ajleon             |
| Vespa          | Pixk'ok            |